# Carirubana (khu tự quản)
Carirubana là một khu tự quản thuộc bang Falcón, Venezuela. Thủ phủ của khu tự quản Carirubana đóng tại Punto Fijo. Khự tự quản Carirubana có diện tích 684 km2, dân số theo điều tra dân số ngày 21 tháng 10 năm 2001 là 203583 người.